# Eremophygus lasiocalinus
Eremophygus lasiocalinus är en skalbaggsart som beskrevs av Ohaus 1915. Eremophygus lasiocalinus ingår i släktet Eremophygus och familjen Rutelidae. Inga underarter finns listade i Catalogue of Life.